# Gradey Dick
Gradey Reed Dick (ur. 20 listopada 2003 w Wichita) – amerykański koszykarz, występujący na pozycjach rzucającego obrońcy lub niskiego skrzydłowego, od 2023 zawodnik Toronto Raptors.
W 2022 został wybrany najlepszym zawodnikiem szkół średnich w Stanach Zjednoczonych (Gatorade National Player of the Year). Wystąpił też w meczach gwiazd szkół średnich – McDonald’s All-American i Nike Hoop Summit. Nagrodzono go także dwukrotnie (2020, 2022) tytułem najlepszego zawodnika szkół średnich stanu Kansas (Kansas Gatorade Player of the Year).
W 2023 reprezentował Toronto Raptors podczas rozgrywek letniej ligi NBA w Las Vegas.

## Osiągnięcia
Stan na 30 listopada 2023, na podstawie, o ile nie zaznaczono inaczej.
NCAA
- Uczestnik rozgrywek II rundy turnieju NCAA (2023)
- Mistrz sezonu regularnego konferencji Big 12 (2023)
- Zaliczony do:
  - I składu:
    - najlepszych:
      - pierwszorocznych zawodników Big 12 (2023)
      - nowo przybyłych zawodników Big 12 (2022)

  - II składu Big 12 (2023)
- Najlepszy:
  - nowo przybyły zawodnik tygodnia konferencji Big 12 (21.11.2023, 5.12.2023, 20.02.2023)
  - pierwszoroczny zawodnik tygodnia NCAA (21.02.2023 według CBS/USBWA)

Reprezentacja
- Mistrz świata U–18 3x3 (2021)